# ザクリー・エリボ
ザクリー・エリボ（Zachary Herivaux, 1996年2月1日 - ）は、大阪府吹田市出身のハイチ代表サッカー選手。USLチャンピオンシップ・タンパベイ・ローディーズ所属。ポジションはMF（セントラルミッドフィールダー）。
名は「ザカリ、ザカリー」，姓は「エリヴォ、エリヴォー、エリボー」と表記されることもある。

## 経歴
14歳の時にニューイングランド・レボリューションのアカデミーに入団。2015年5月に19歳で同クラブと契約し、トップチームへ昇格した。
2017年4月21日、USLのサンアントニオFCへ期限付き移籍。同年7月にジレット・スタジアムへ復帰した。
2019年3月14日、バーミングハム・リージョンFCへシーズンローンとなり再びUSLでプレーする。
2020年シーズンよりサンアントニオFCに完全移籍。
2022年12月8日、タンパベイ・ローディーズへの移籍が発表された。

## 代表歴
U-15アメリカ代表を経て、2015年初めのU-20北中米カリブ海選手権、リオデジャネイロオリンピック予選にハイチ代表として出場した。2017年10月10日に生まれ故郷の日本で行われたキリンチャレンジカップ日本戦でA代表デビュー。
生まれ育った日本代表かアメリカ合衆国代表かでのプレーを熱望していたこともあり、将来的な代表チーム変更を見据えハイチ代表での公式戦出場を拒んでいた が、2019 CONCACAFゴールドカップより本格的にハイチ代表でのプレーに専念している。FIFA主催の国際大会に出場したことにより、アメリカ代表あるいは日本代表でプレーする資格を失ったことになる。

## 人物・エピソード
- 大阪府出身の日本人の母親と、ガンバ大阪で練習生として練習に参加した経験のあるハイチ人の父親を持つ[1][3][8]。
- 大阪府吹田市で生まれ3歳からボストンで育ったため、ハイチ、日本、アメリカ合衆国の3カ国の国籍を有していた[1][8]。母親との会話は日本語で行なっているため、日本のメディアのインタビューには関西弁混じりの日本語のみで答えた[1][8]。高校時代には大阪桐蔭高校の練習に参加したこともある[1]。
- サッカー選手としてはU-20代表時代はセンターバックとしてプレーしたが、その後はボランチとしてプレーする[1][3]。英国サッカー雑誌「FourFourTwo」の2011年6月号で「世界が注目する17歳以下のトップ5選手特集」の1人に選ばれている[1]。